# Jovan Vesel Koseski
Jovan Vesel Koseski, pseudonimo di Janez Vesel (Koseze presso Moravče, 12 settembre 1798 – Trieste, 26 marzo 1884), è stato un poeta e traduttore sloveno, ai tempi dell'Impero austro-ungarico.

## Vita
Nacque dal facoltoso contadino Martin e da Marija a Spodnje Koseze vicino a Moravče. Scelse il soprannome di Koseski in omaggio al luogo natale. Studiò dapprima a Lubiana, dove frequentò le prime due classi della scuola normale (1808-1810), seguita dalla scuola elementare di 5 anni a Celje (1811-1815). Successivamente si iscrisse a Filosofia al Liceo di Lubiana (1816-1818), studiò giurisprudenza prima a Vienna (1818-1820) e poi a Graz, dove completò gli studi nel 1823. Iniziò a lavorare a Lubiana e successivamente presso la direzione finanziaria del Litorale a Trieste, Tolmino e Gorizia. Nel 1848 divenne presidente del neocostituito Slavjanski zbor v Trstu (Consesso slavo di Trieste), carica dalla quale diede le dimissioni nel gennaio del 1849, in contrarietà ad un dichiarato impegno politico da parte del circolo. A Trieste si sposò con Juliana Theresia Thomann, figlia di un commerciante all'ingrosso locale, dalla quale ebbe sette figli. Uno dei suoi nipoti era Julius Kugy, alpinista e scrittore sloveno. Nel 1852, Koseski si ammalò a seguito di un'operazione fallita e i suoi arti divennero insensibili, così si ritirò in pensione. Nel 1869 divenne membro onorario della Slovenska matica, che un anno dopo pubblicò il libro Razne dela pesniške in igrokazne. È sepolto - come Giovanni Vessel, assieme alla moglie e ad alcuni suoi discendenti - nel cimitero di S.Anna a Trieste, a pochi metri dalla tomba di suo nipote Julius Kugy.

## Lo sviluppo poetico di Vesel
Secondo Anton Žuža, un sacerdote di Celje, Koseski si interessava di poesia dai tempi del ginnasio, ed era particolarmente entusiasta del poeta romantico tedesco Schiller. Si avvicinò ulteriormente alla poesia dal professore di storia, difensore della monarchia austriaca, il poeta Franz Xaver Richter. La sua creazione letteraria si divide in tre fasi: Fase 1 (1817-1820), Fase 2 (1844-1852), Fase 3 (1852-1879).

### Il periodo dal 1817 al 1820
Nel 1817 divenne redattore del quotidiano Laibacher Wochenblatt zum Nutzen und Vergnügen, dove pubblicò sue poesie, sonetti, anagrammi, sciarade (giochi di parole) e inni, ispirati alla storia slovena. Scrisse in tedesco e sloveno. Poesie tedesche: Ode auf die Ankunft Sr. Excellenz des Herrn Landes - Gouverneurs (elogio al governatore regionale Strassold, 1817), Franz Plassman von Oedengratz (ballata, 1817), Erasmus Lueger (romanzo sul famoso cavaliere rapinatore di Postumia, 1818), Kurth von Roseck (ballata, 1818) Die Tanne auf Rauheneck (Der Aufmerksame ; romanzo, 1820), Potažba - Der Trost (sonetto in tedesco e sloveno, 1818): il primo sonetto sloveno, modellato sullo stile di Richter;   il titolo, che significa consolazione, fu scelto da Valentin Vodnik. Dal 1820 al 1844 Koseski non scrisse poesie, poiché dubitava delle sue capacità poetiche.

### Il periodo dal 1844 al 1852
Dopo una lunga pausa, dopo un consulto linguistico con Bleiweis,   Koseski riprese a scrivere. Il suo inno all'imperatore Ferdinando Primo   , La Slovenia al gentiluomo più illuminato e misericordioso l'imperatore Ferdinando Primo, al felice arrivo di Loro Maestà a Lubiana, che loda gli sloveni e la loro coscienza storica, ha ricevuto molti elogi. Con esso, Koseski è stato posto al vertice della poesia slovena per un breve periodo e le sue influenze linguistiche possono essere viste nei suoi imitatori (Lovro Toman, France Cegnar, Luka Jeran). Pubblicò le sue poesie e le traduzioni di poeti stranieri (Goethe, Chamisso, Schiller, Alighieri, Zajotti, Pushkin, Derzhavin) nelle Notizie dell'Agricoltura e dell'Artigianato  , che gli portarono notevole fama. Nel 1845 scrisse un breve racconto in prosa Cade nella grotta, chi lo scava, dove un giannizzerio sloveno a Istanbul,   per la sua capacità, scala la società. A causa di una malattia, si ritirò nuovamente dalla vita pubblica nel 1852.
Oltre a numerose traduzioni pubblicò diverse poesie in sloveno: Zima (1845), Vojaška (1845 ode ai soldati sloveni), Bravcam h koncu leta 1845 v spomin (1845), Kdo je mar? (1846 ode all'uomo sloveno - contadino che non è più una persona subordinata, ma un membro paritario della società, che domina vari campi, come il commercio, la scienza, la religione e l'attività militare), Novice bravcam ob novim letu 1847 (1847), Ne sodi (1847), Začarana puška (1847), Naprej, slavenski Jug (una poesia politica in cui attacca i rivoluzionari ungheresi, 1848), Nemškutar (1848, una poesia politica sugli sloveni inconsapevoli che si vergognano della loro patria), Viribus unitis (1850), Potažba (1852), Visoka pesem (1850, Posvečeno bodi tvoje ime – Uvod in Oče naš).

### Il periodo dal 1852 al 1879
Nel 1870 la Slovenska matica pubblicò il libro Razne dela pesniške in igrokazne Jovana Vesela – Koseskiga, finančnega svetovavca, nel quale vennero pubblicate in 690 pagine. Nove anni dopo, venne pubblicato Razne dela pesniške in igrokazne Jovana Vesela – Koseskiga dodatek (che raccoglieva solo traduzioni).

## Traduzioni
Tradusse principalmente testi romantici tedeschi:   Chamisso  ,   Schiller  ,   Uhland  ,   Goethe  ,   Bürger  ,   Lessing. Dall'inglese tradusse Byron  . Dall'italiano invece quattro poesie di Zajotti, una poesia di Manzoni e cinque canti della Divina Commedia di Dante. Inoltre dal russo
Puškin,   Derzhavin e Lomonosov e dalla letteratura greca antica, sei parti dell'Iliade di Omero  .

## Valutazioni e significato di Koseski nella letteratura slovena
Le valutazioni delle opere di Koseski sono state più positive nella prima e nella seconda fase del suo lavoro rispetto a quelle nell'ultima fase. Si sono conservate numerose lettere di lettori del periodico Novice che testimoniano il gradimento dei suoi scritti. Il linguaggio poetico è stato il settore che gli ha portato le critiche più negative, soprattutto da Josip Stritar e Fran Levstik, i quali dicevano che era incomprensibile e troppo breve. Vi furono anche estimatori del suo linguaggio, ad esempio Fran Wiesthaler, il quale ha affermato che Koseski ha introdotto nuove parole e quindi arricchito il lessico della lingua slovena. La più forte critica di Stritar (pubblicata sullo Slovenski glasnik) riguardò la sua traduzione del Mezepa di Byron, uscita nel 1868 nelle Novice. Tale critica riscosse notevole plauso e riuscì a intaccare anche le opere precedenti di Vesel.
Sebbene molti lo accusino di essere autore di un linguaggio insolito, Koseski ai suoi tempi era considerato il poeta sloveno più conosciuto ed apprezzato, ed ebbe notevole successo letterario. Ciò è dimostrato dai molti suoi imitatori. Inoltre, la sua poesia era messaggio di propaganda politica e di consapevolezza nazionale, di cui l'allora emergente ideologia nazionale slovena aveva un disperato bisogno. Con essa egli instillò nel popolo sloveno la fiducia nella propria identità linguistica, letteraria e storica e dissipò il sentimento di subordinazione culturale allora dominante.